# Zbrodnia w Zagajach
Zbrodnia w Zagajach – zbrodnia dokonana 11 bądź 12 lipca 1943 roku przez oddział UPA z grupy „Piwnicz” na ludności narodowości polskiej podczas rzezi wołyńskiej. Miejscem zbrodni była kolonia Zagaje, gmina Podberezie, powiat horochowski, w województwie wołyńskim. Zdaniem Władysława Filara, wskutek tej akcji spośród 350 Polaków ocalało jedynie kilkunastu, według ustaleń Siemaszków zamordowano 260 Polaków.

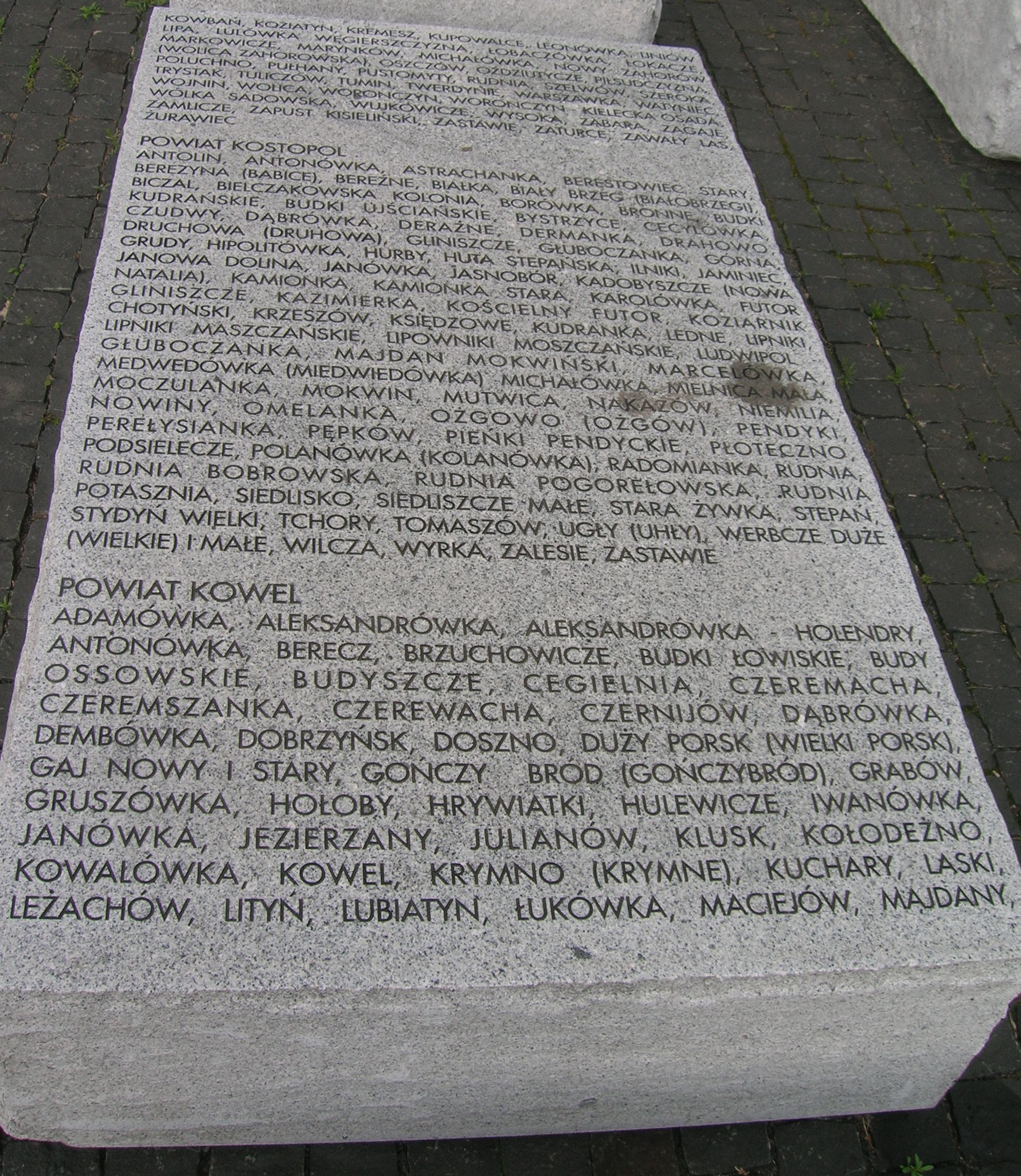
Tablica Pomnika Rzezi Wołyńskiej w Warszawie wymieniająca Zagaje

Około godziny trzynastej do wsi na furmankach niespodziewanie wjechali okoliczni Ukraińcy uzbrojeni w szpadle, siekiery, widły, kosy, noże. Za nimi podążali upowcy z bronią palną. Dowodzili nimi Ukrainiec Fedyn z Gurowa wraz z bratem i Iwan Żuk z Wygranki. Napastnicy rozbiegli się po wsi dokonując mordów.
W domu Władysława Szuberta, Ukraińcy dzięki pomocy jego czeladnika odkryli 35 ukrywających się osób. Wszystkie zostały zamordowane; zabójcy pokłócili się o łupy, które miały zostać podzielone w zależności od tego, kto zabił więcej ludzi. Zwłoki pomordowanych zakopywano w różnych miejscach, a ciała dzieci wrzucono do studni. Wieś została spalona, a murowana kaplica zniszczona.

## Upamiętnienie
W 1995 roku Stowarzyszenie Upamiętniania Polaków Pomordowanych na Wołyniu postawiło w miejscu zbrodni metalowy krzyż o wysokości 5-10 metrów.